# Nishina (cráter)

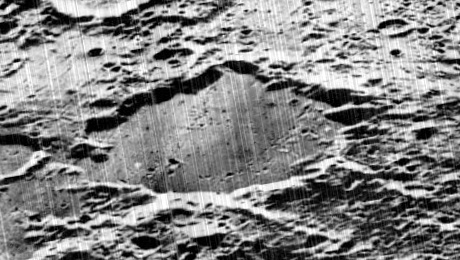
'Imagen oblicua de la misión Lunar Orbiter 5

Nishina es el remanente de un cráter de impacto lunar perteneciente al hemisferio sur de la cara oculta de la Luna. Se encuentra al sursudoeste del cráter Maksutov, al sureste de Finsen y de Leibniz.
|  |

El borde de esta formación ha sido erosionado, desgastado y remodelado por una historia de impactos, dejando un perímetro irregular y recortado alrededor del suelo del cráter. El interior de la formación ha sido reconstituido por flujos de lava basáltica, dejando una superficie nivelada, casi sin rasgos distintivos y carente de impactos notables. Mientras que la superficie interior tiene un albedo bajo y aparece oscura, algunas zonas han sido recubiertas por un sistema de marcas radiales que ha producido sectores de color más claro al suroeste y al noreste.
Antes de recibir su denominación formal en 1970 por la UAI, el cráter era conocido como "Crater 436".

## Cráteres satélite

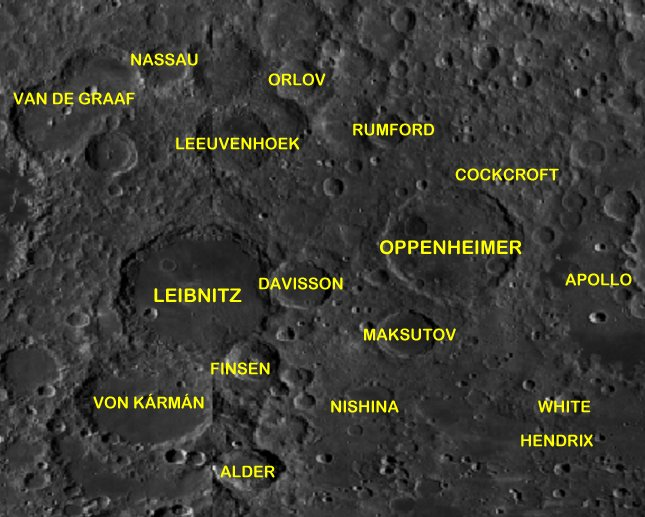
Entorno de Nishina

Por convención estos elementos son identificados en los mapas lunares poniendo la letra en el lado del punto medio del cráter que está más cercano a Nishina.
|         | \| Nishina \| Coordenadas \| Diámetro \| \| ------- \| -------------------------------- \| -------- \| \| T \| 43°42′S 174°24′O / -43.7, -174.4 \| 28 km \| |          |
| Nishina | Coordenadas | Diámetro |
| T       | 43°42′S 174°24′O / -43.7, -174.4 | 28 km    |